# The NRA Years
The NRA Years is het eerste verzamelalbum van de Amerikaanse punkband No Use for a Name. Het is uitgegeven door Golf Records in het jaar 2000. Het album bevat veel nummers die ze onder het label New Red Archives (NRA) hebben laten uitgeven.

## Nummers
1. "Truth Hits Everybody" - 2:44
2. "Noitall" - 2:20
3. "I Detest" - 2:13
4. "It Won't Happen Again" - 4:11
5. "Puppet Show" - 3:21
6. "Thorn In My Side" - 2:17
7. "Tollbridge" - 2:38
8. "Not Your Savior" - 3:16
9. "Another Step" - 2:18
10. "Don't Miss The Train" - 2:54
11. "Get Out of This Town" - 1:53
12. "Death Doesn't Care" - 3:21
13. "DMV (Live)" - 3:11
14. "Born Addicted" - 2:20
15. "Hail to the King" - 1:56